# マンハッタンシアター
マンハッタンシアター（Manhattan Theater）は、ユニバーサル・スタジオ・ジャパンのニューヨーク・エリアに存在する劇場である。

## 概要
2020年9月14日にクローズしたアトラクション「ターミネーター 2:3-D」の施設を流用したシアターで、3面の3Dスクリーンとステージが設けられており、座席の揺れ・水飛沫・スモークなどいくつかの特殊効果が搭載されている。
同施設ではオープン日より「名探偵コナン 4-D ライブ・ショー 〜星空の宝石〜」が開催されている。。

## 公演内容
- 名探偵コナン 4-D ライブ・ショー 〜星空の宝石〜[4]（2024年3月22日 - ）